# 바클라바
바클라바(튀르키예어: baklava)는 튀르키예를 비롯한 서아시아, 캅카스, 중앙아시아, 동남유럽, 북아프리카 지역에서 즐겨 먹는 달콤한 페이스트리이다. 유프카와 견과류, 시럽으로 만드는 오스만 후식이며, 튀르키예의 국민 음식 가운데 하나로 여겨진다.

## 이름
지역에 따라 바클라바(루마니아어: baclava, 마케도니아어·불가리아어·세르비아어·키르기스어: баклава, 보스니아어·슬로베니아어·크로아티아어·튀르키예어: baklava), 바끌라와(아랍어: بَقْلَاوَة), 바끌라웨(소말리어: baqlaawe), 바글라바(페르시아어: باقلوا), 바흘로바(타지크어: бағлоба), 파흘라바(바시키르어·카자흐어: пахлава, 아르메니아어: փախլավա, 아제르바이잔어·우즈베크어·투르크멘어: paxlava, 조지아어: ფახლავა), 패흘래배(타타르어: пәхләвә), 페끌레웨(쿠르드어: peqlewe), 바클라바스(그리스어: μπακλαβάς), 바클라바야(알바니아어: bakllavaja) 등으로 불린다. 어원은 오스만어 "바클라바(باقلوا)"이다.

## 만들기
얇은 페이스트리 반죽인 유프카를 겹겹이 쌓아 구워 만든 후식으로, 보통 정제 버터를 바른 오븐 용기에 유프카를 한 장씩 얹고 버터를 뿌리는 작업을 반복한 다음, 피스타치오나 호두 등 견과류를 올리고, 유프카를 더 얹고, 칼집을 내서 오븐에 굽는다. 잘 구워진 다음에는 시럽을 부어 흡수시킨다.

## 사진

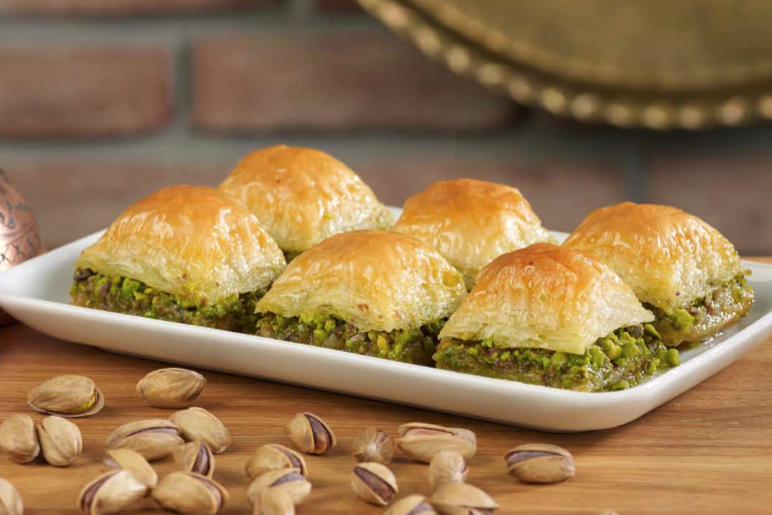
가지안테프식 바클라바
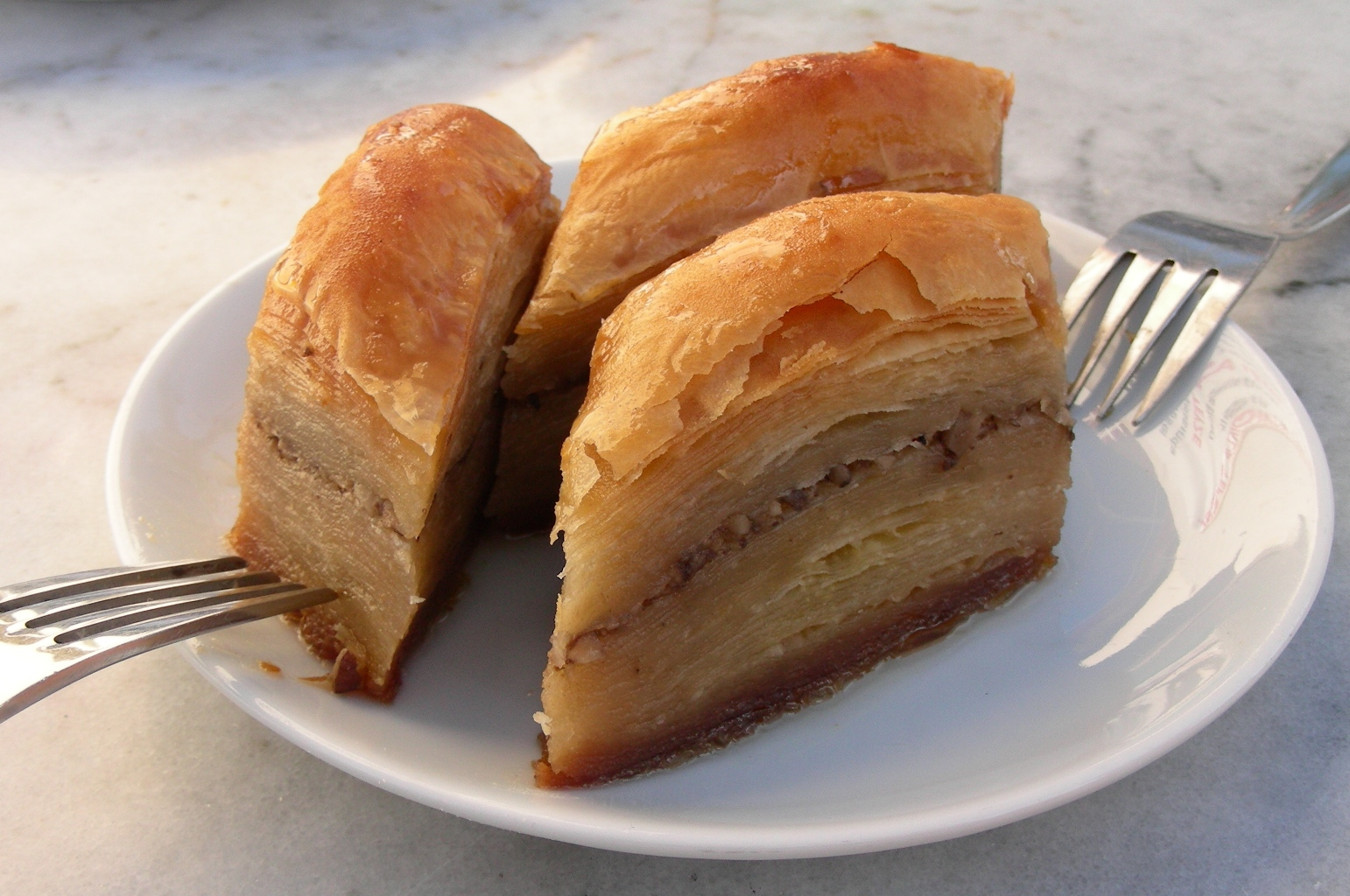
베이파자르식 바클라바
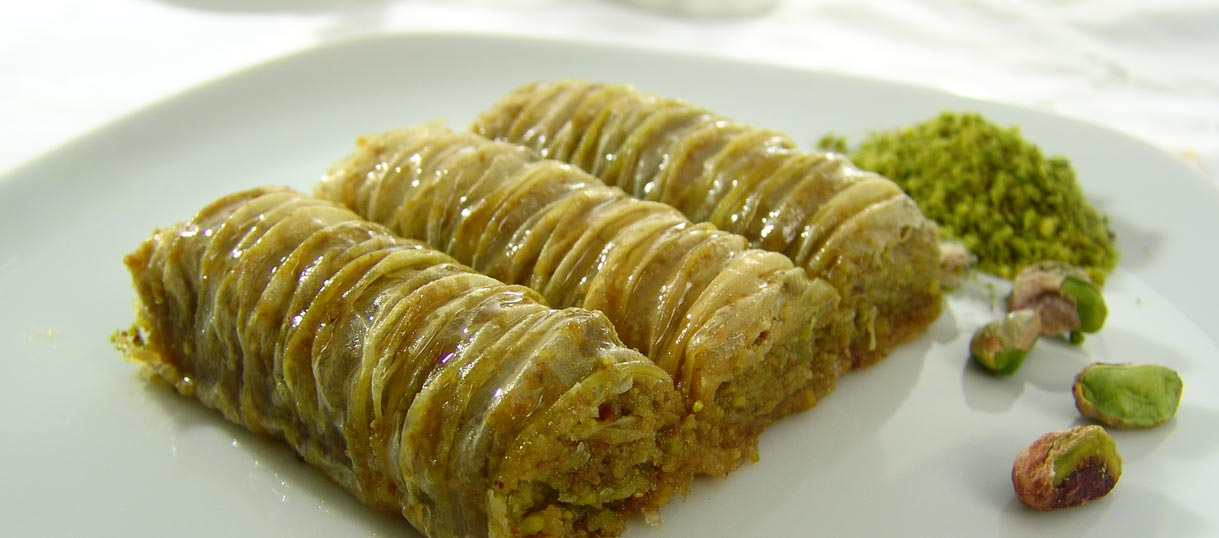
부르마식 바클라바

## 같이 보기
- 사르 부르마
- 카다이으프 돌마
- 퀴네페